# Kessel & Röhl
Kessel & Röhl war ein in der zweiten Hälfte des 19. Jahrhunderts tätiges, überregional renommiertes Steinmetzunternehmen. Die Aktiengesellschaft spezialisierte sich auf Granitschleiferei. Betriebsstätten befanden sich in Berlin (Firmensitz), Wolgast und Skandinavien (vor allem in Schweden, aber auch in Norwegen).
Gründer und Inhaber war Adolf Kessel.
Besonders bekannt wurde es für die Lieferung und steinmetzmäßige Bearbeitung zahlreicher Sockel von Standbild-Denkmälern (Reiterstandbilder, Kriegerdenkmale) im Deutschen Kaiserreich und darüber hinaus. Nachdem der Norddeutsche Bund mit seinen süddeutschen Verbündeten 1870/71 den Deutsch-Französischen Krieg gewonnen hatte, stieg seinerzeit die Nachfrage nach Stein für den Bau von Siegesdenkmalen, vorwiegend in Preußen und dem norddeutschen Raum.
Häufig fand dabei Granit Verwendung, der aus unternehmenseigenen Steinbrüchen in Schweden und Norwegen stammte. Kessel & Röhl war damals eines der bedeutendsten Unternehmen der schwedischen Steinindustrie. Disponent (Geschäftsführer) des Unternehmens in Schweden war Carl Schylander. Zunächst (ab 1870) wurde der Stein aus der Gegend von Blekinge geholt. Später kam roter Bohusgranit aus dem Bohuslän (Südwestschweden) und grobkörniger Granit aus dem Stångehuvud bei Lysekil (Südwestschweden; dort errichtete das Unternehmen eine Steinschleiferei). Einen weiteren großen Standort hatte das Unternehmen um Oskarshamn (Vånevik, Uthammar). In Vånevik ließ Kessel & Röhl 1877 als Niederlassung der Firma und zugleich Privatwohnung Schylanders eine Villa aus dem örtlichen rötlichen Granit bauen.
Durch die Errichtung hohe Einfuhrzölle auf verarbeiteten Stein sank jedoch die Rentabilität des Geschäftes, so dass 1904 die Steinbrüche- und Schleiferei am Stångholmesund an das Unternehmen Hebbel & Co. verkauft wurden.

## Werkbeispiele
- Bremen: Kriegerdenkmal 1870/71

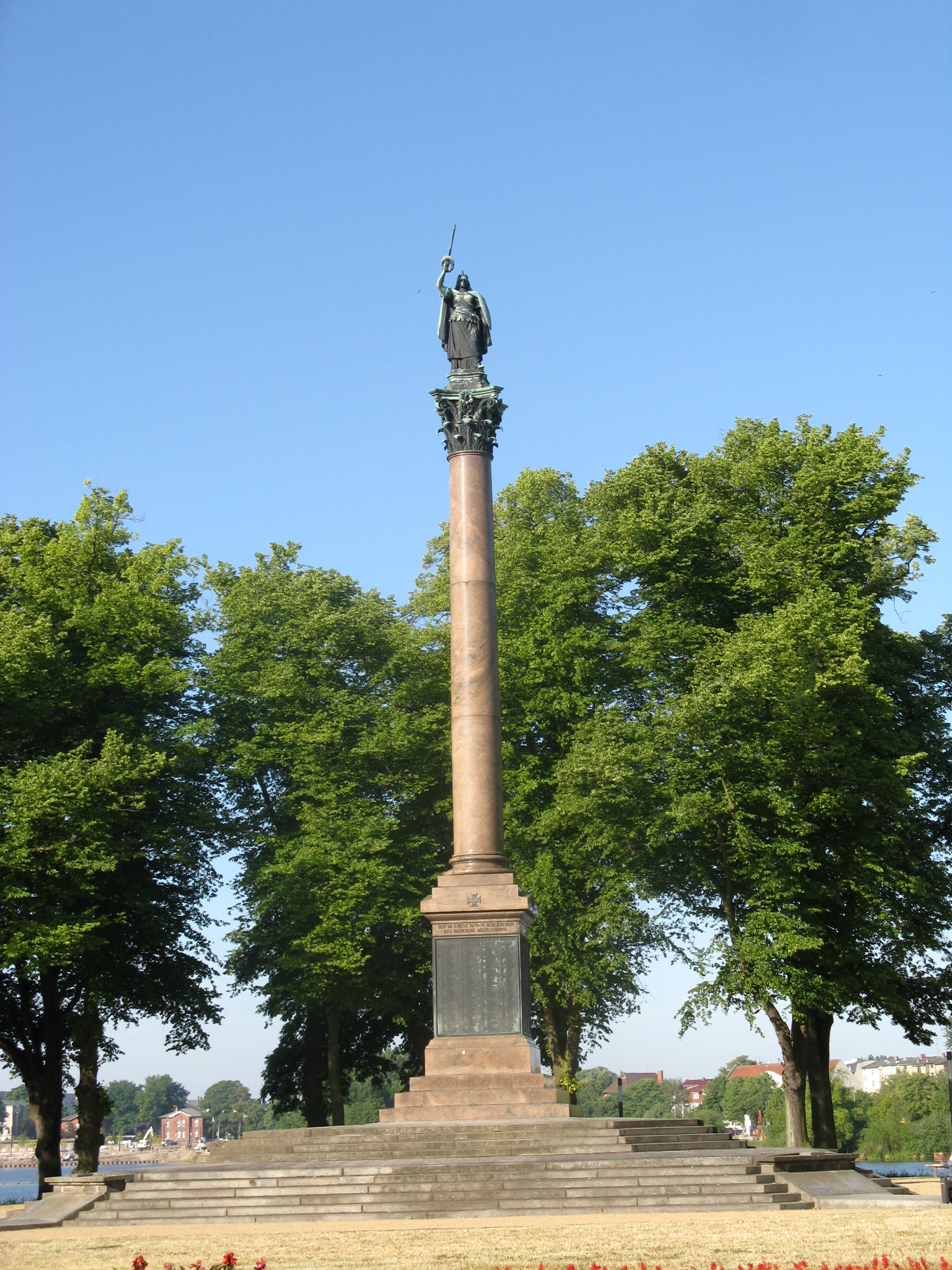
Siegessäule 1870/1871 in Schwerin

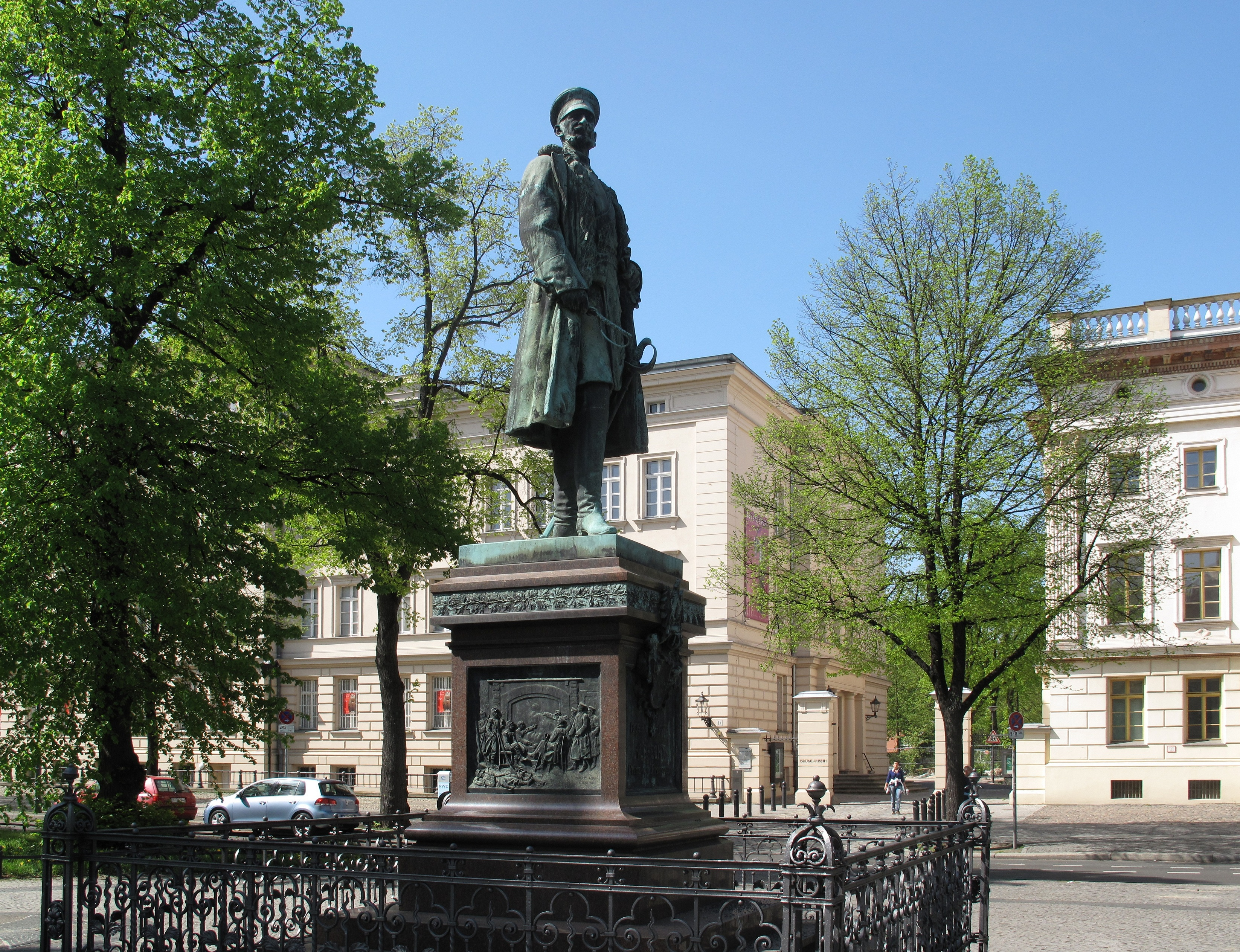
Prinz-Albrecht-von-Preußen-Denkmal in Berlin-Charlottenburg

- Spandau: Denkmal für die Gefallenen der deutschen Einheitskriege (1876) (nicht erhalten)
- Frankfurt (Oder): Sedandenkmal (nicht erhalten)
- Barmen: Standbild von Emil Rittershaus in den Barmer Anlagen
- Barmen: Bismarck-Denkmal
- Charlottenburg: Prinz-Albrecht-Denkmal der Bildhauer Eugen Boermel und Conrad Freyberg
- Elberfeld: Bismarck-Denkmal 1898 (nicht erhalten)
- Schwerin: Reiterdenkmal Friedrich Franz II. 1893
- Schwerin: Siegessäule 1870/71 auf dem Alten Garten, 1873
- Schwerin: Bismarckdenkmal 1901 (nicht erhalten)
- Parchim: Moltkedenkmal 1876
- Rostock: Friedrich-Franz-III.-Denkmal 1901 (nicht erhalten)
- Chemnitz: Denkmal für Kaiser Wilhelm I. (nicht erhalten)
- Hannover: Provinzial-Kriegerdenkmal (nicht erhalten, Standort war am heutigen Emmichplatz)
- Berlin: Grabmal für den Apotheker Gustav Schubarth auf dem Alten St. Matthäus-Kirchhof, 1889[4]
- Eisenach: Bachdenkmal auf dem Frauenplan, 1884

Auch Denkmale in Köln, Dresden, Jena und Darmstadt wurden auf Sockeln von Kessel & Röhl errichtet.
- Den Haag: Spinoza-Denkmal